# Nikšićka štedionica
Nikšićka štedionica, s prvobitnim nazivom Prva nikšićka novčana zadruga, osnovana 6. siječnja 1901. godine s osnovnim kapitalom od 200.000 austro-ugarskih kruna.

## Povijest
Prva Nikšićka štedionica, danas Prva banka Crne Gore, osnovana je 1901. godine, u
Nikšiću, po kome je i dobila ime.
Ona je prva banka u Knjaževini Crnoj Gori.
6. siječnja 1901. godine, na osnivačkoj skupštini usvojena su Pravila Štedionice, koja su se sastojala od 71. člana.
Na Šestoj godišnjoj skupštini, 25. siječnja 1906. zbog proširenja poslovanja odlučeno je da se uputi poziv za upis drugog kola od 1000 akcija u vrijednosti od 100.000 kruna.
Štedionica je promijenila ime u Nikšićka kreditna banka 2. ožujka 1914. godine, kada je odlučeno da se osnovni kapital poveća na 1.000,00 kruna. Iste godine došlo je do izbijanja Prvog svjetskog rata, te je banka obustavila poslovanje. Obnovila ga je 1923. godine.
Krajem Drugog svjetskog rata banka je nastavila poslovanje u okviru sistema Narodne banke Jugoslavije. Godine 1966. banka se transformirala u Komercijalnu banku Nikšić.
1978. godine, u okviru Investicione banke Titograd, formirana je Nikšićka osnovna banka.
Nakon ujedinjenja svih osnovnih banaka u Crnoj Gori u jednistveni sustem, postaje članicom Montenegrobanke Titograd, 1990. godine.
28. veljače 1992. Nikšićka osnovna banka se izdvaja iz sistema Montenegrobanke, i postaje samostalna pod nazivom Nikšićka banka d.d. Nikšić.
Kako je naziv Nikšićka banka, asocirao na banku lokalnog značenja, 2007. godine, taj naziv je promijenjen i u novom, punom nazivu, glasio je: 
Prva banka Crne Gore Akcionarsko Društvo Podgorica – osnovana 1901. godine.

## Vanjske poveznice
- Istorijat nikšićke banke[neaktivna poveznica]